# Gymnastes (Paragymnastes) pictipennis
Gymnastes (Paragymnastes) pictipennis is een tweevleugelige uit de familie steltmuggen (Limoniidae). De soort komt voor in het Oriëntaals gebied.